# Glossobalanus minutus
Glossobalanus minutus — вид напівхордових родини Ptychoderidae класу Кишководишні (Enteropneusta).

## Поширення
Вид спорадично зустрічається в  Атлантичному та  Індійському океанах, на заході Середземного моря. Представників виду знайдено біля берегів Бразилії,  Іспанії, східної  Індії,  Андаманських та  Нікобарських островів, на Південноєвропейському шельфі Атлантики.

## Спосіб життя
На хробаку паразитує рачок виду Ive balanoglossi.